# Championnat d'Ouganda de football 1983
Navigation
Édition précédente Édition suivante
La saison 1983 du Championnat d'Ouganda de football est la quatorzième édition du championnat de première division ougandais. Seize clubs ougandais prennent part au championnat organisé par la fédération. Les équipes rencontrent deux fois leurs adversaires, à domicile et à l'extérieur. En fin de saison, les trois derniers du classement sont relégués et remplacés par les trois meilleurs clubs de deuxième division.
C'est le Kampala City Council qui remporte la compétition cette saison après avoir terminé en tête du classement final, avec huit points d'avance sur Coffee SC, promu de deuxième division. C'est le quatrième titre de champion d'Ouganda de l'histoire du club.

## Participants
- Maroons FC
- Nile Breweries FC
- Villa SC
- Kampala City Council
- Lufula FC
- Nytil FC
- Uganda Commercial Bank FC
- Masaka FC
- Tobacco Bugembe
- Express FC
- Millers FC - Promu de D2
- Coffee SC - Promu de D2
- Spinners FC - Promu de D2
- Bell FC - Promu de D2
- Mbale Heroes - Promu de D2
- Mbarara United - Promu de D2

## Compétition

### Classement
Le classement est établi sur le barème de points classique : victoire à 2 points, match nul à 1, défaite à 0.
| Rang | Équipe                    | Pts | J  | G  | N  | P  | Bp | Bc | Diff |
| ---- | ------------------------- | --- | -- | -- | -- | -- | -- | -- | ---- |
| 1    | Kampala City Council      | 48  | 28 | 22 | 4  | 2  | 75 | 22 | +53  |
| 2    | Coffee SCP                | 40  | 27 | 18 | 4  | 5  | 58 | 24 | +34  |
| 3    | Nile Breweries FC         | 38  | 27 | 15 | 8  | 4  | 36 | 13 | +23  |
| 4    | Express FC                | 37  | 28 | 16 | 5  | 7  | 54 | 39 | +15  |
| 5    | Bell FCP                  | 31  | 29 | 11 | 9  | 9  | 46 | 47 | -1   |
| 6    | Villa SC'T'C              | 30  | 22 | 12 | 6  | 4  | 35 | 15 | +20  |
| 7    | Masaka FC                 | 29  | 28 | 11 | 7  | 10 | 39 | 39 | 0    |
| 8    | Millers FCP               | 28  | 29 | 9  | 10 | 10 | 30 | 31 | -1   |
| 9    | Mbale HeroesP             | 27  | 29 | 10 | 7  | 12 | 30 | 42 | -12  |
| 10   | Uganda Commercial Bank FC | 25  | 30 | 9  | 7  | 14 | 44 | 48 | -4   |
| 11   | Maroons FC                | 23  | 27 | 6  | 11 | 10 | 40 | 51 | -11  |
| 12   | Mbarara UnitedP           | 23  | 29 | 8  | 7  | 14 | 29 | 41 | -12  |
| 13   | Nytil FC                  | 22  | 26 | 8  | 6  | 12 | 30 | 32 | -2   |
| 14   | Lufula FC                 | 20  | 27 | 6  | 8  | 13 | 31 | 52 | -21  |
| 15   | Tobacco Bugembe           | 17  | 29 | 4  | 9  | 16 | 25 | 51 | -26  |
| 16   | Spinners FCP              | 4   | 27 | 1  | 2  | 24 | 22 | 77 | -55  |

|  | Qualification pour la Coupe des clubs champions africains 1984 et la Coupe CECAFA des clubs 1984 |
|  | Qualification pour la Coupe des Coupes 1984                                                      |
|  | Relégation en deuxième division                                                                  |
|  | T : Tenant du titre C : Vainqueur de la Coupe d'Ouganda P : Promu de D2                          |

- Les matchs manquants n'ont apparemment jamais été disputés. La relégation de Mbarara United en lieu et place du Lufula FC n'a pas de raison connue.

## Bilan de la saison
| Championnat d'Ouganda de football 1983                             |                                 |
| Champion                                                           | Kampala City Council (4e titre) |
| Coupes et trophées                                                 |                                 |
| Vainqueur de la Coupe d'Ouganda 1983                               | Villa SC                        |
| Qualifications continentales                                       |                                 |
| Coupe des clubs champions africains 1984                           | Kampala City Council            |
| Coupe d'Afrique des vainqueurs de coupe de football 1984           | Villa SC                        |
| Coupe CECAFA des clubs 1984                                        | Kampala City Council            |
| Promotions et relégations                                          |                                 |
| Promus en Championnat d'Ouganda de football                        | Airlines FC                     |
| Promus en Championnat d'Ouganda de football                        | Simba FC                        |
| Promus en Championnat d'Ouganda de football                        | Hodari FC                       |
| Relégués en Championnat d'Ouganda de football de deuxième division | Mbarara United                  |
| Relégués en Championnat d'Ouganda de football de deuxième division | Tobacco Bugembe                 |
| Relégués en Championnat d'Ouganda de football de deuxième division | Spinners FC                     |